# Fordonsdynamik
Fordonsdynamik avser de krafter, rörelser och förändringar av rörelser som påverkar fordon. Denna artikel gäller främst personbilar, lastbilar och bussar. I artikeln aerodynamik behandlas krafter som verkar på bland andra flygfarkoster, raketer och projektiler.
Fordonsdynamik bygger i första hand på klassisk mekanik, men kan också innebära kemi, fasta tillståndets fysik, elektroteknik, kommunikation, psykologi, reglerteknik och vägteknik.

## Kontrollsystem

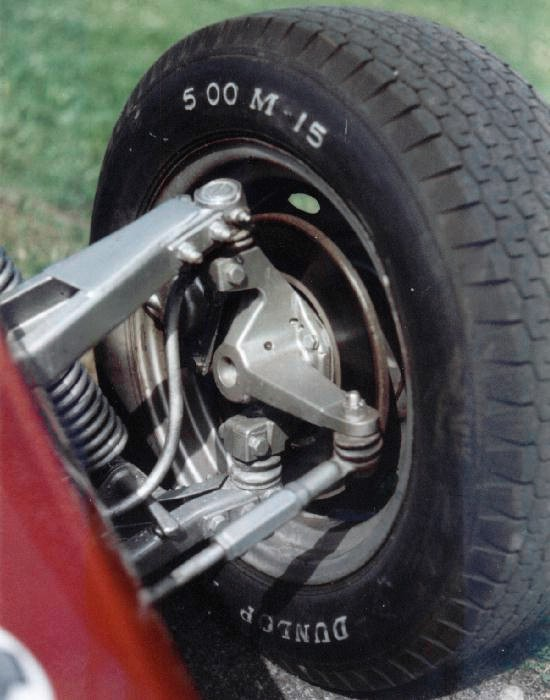
Fjädring hos Saab Quantum IV

Exempel på fordonsdynamiska kontrollsystem är:
- Antispinnsystem (TCS)
- Elektronisk krängningskontroll (ERC)
- Elektronisk stabilitetskontroll (Antisladd, ESP)
- Fjädringssystem
- Styrning
- System för reglering av däcktryck (Tyre Pressure Control System, TPCS) även känt via varumärket Central Tire Inflation (CTI) system

## Aerodynamiska aspekter

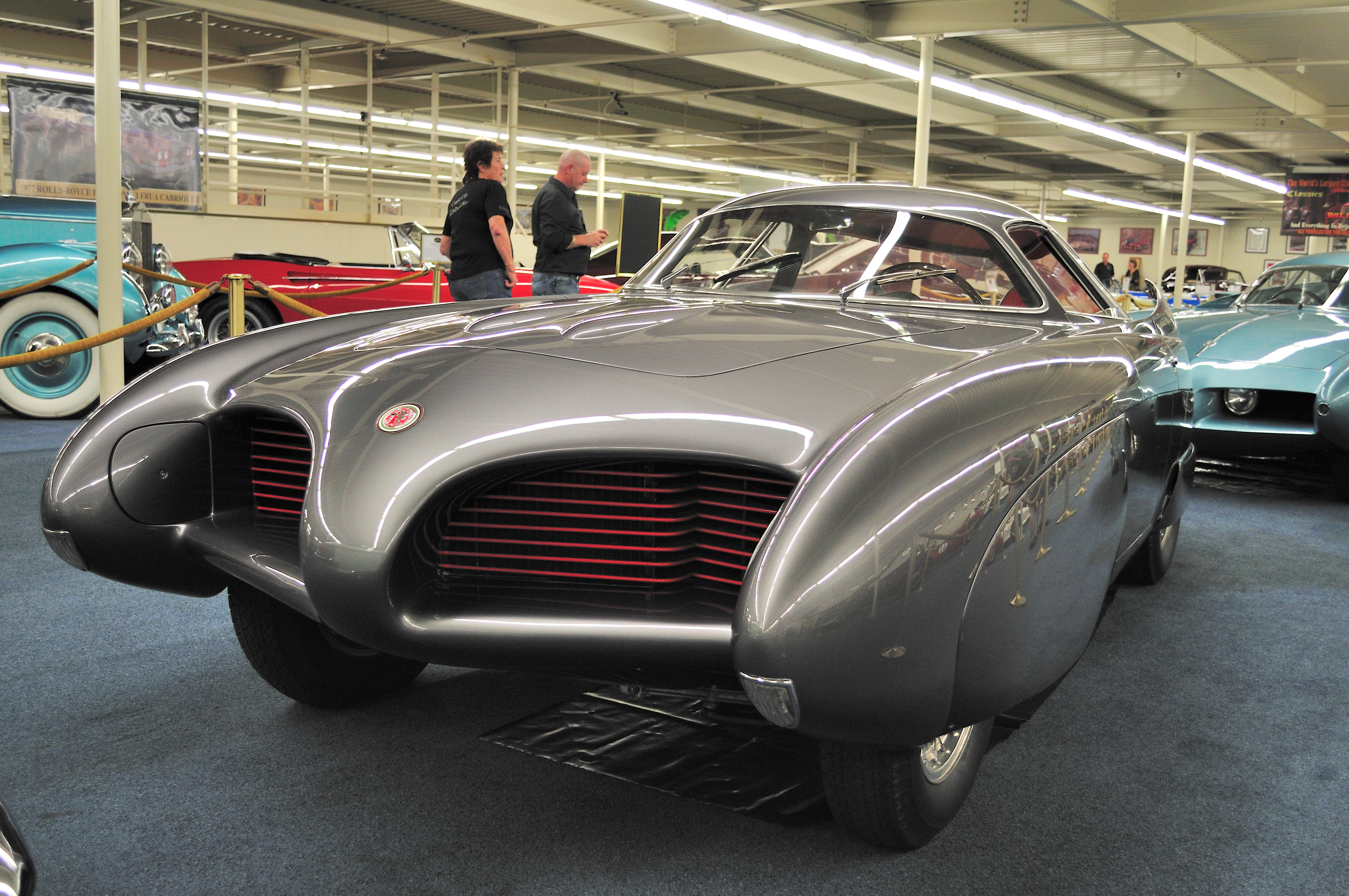
Aerodynamisk bilfront, anno 1953

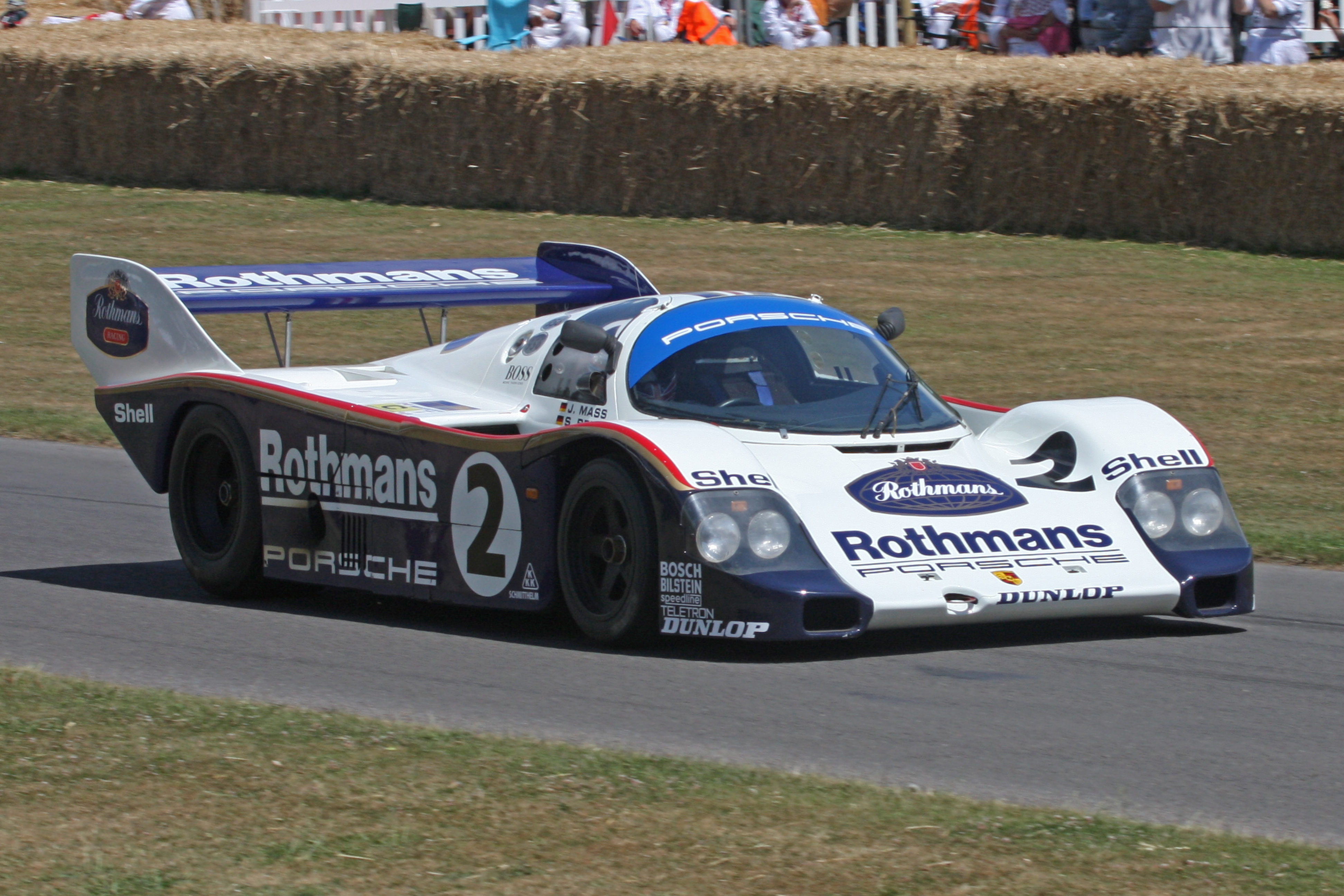
Porsche 956 utformad för stor nedkraft, anno 1983

Vissa attribut eller aspekter av fordonsdynamik är rent aerodynamiska. Dessa inkluderar:
- Luftmotstånd
- Aerodynamik
- Tryckcentrum
- Nedkraft - Downforce
- Markeffekt - Ground effect (hos bilar)

## Geometriska aspekter

Ackermann styrgeometri

Till de geometriska egenskaper som har stor fordonsdynamisk påverkan hör:
- Ackermann styrgeometri
- Spårvidd
- Cambervinkel
- Castervinkel
- Toevinkel
- Höjd
- Axelavstånd

## Vägspecifika aspekter

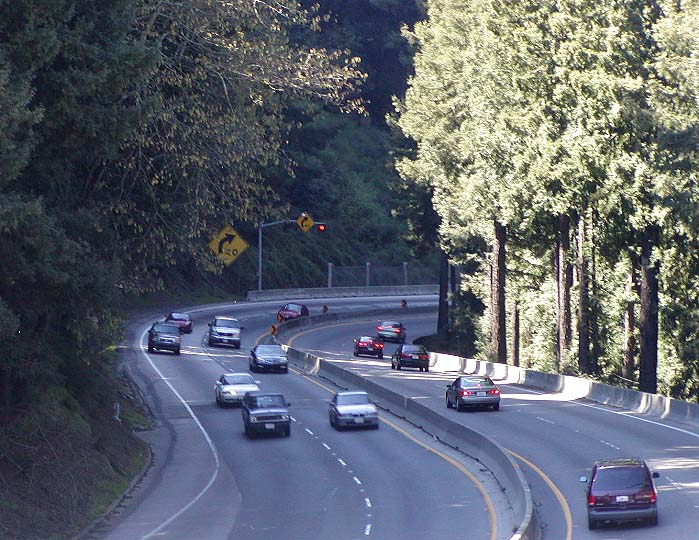
Hög fart i tvär kurva ger stora sidkrafter

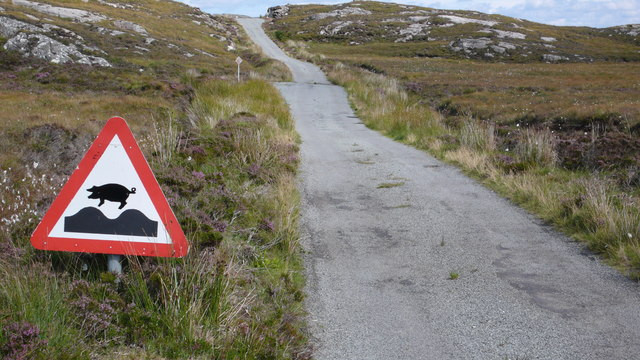
Guppiga vägar ger obekväm färdvibration

Fordonets dynamik påverkas i hög grad av vägfaktorer såsom:
- Kurvradie
- Längslutning/backighet
- Tvärfall
- Vägojämnheter
- Textur (vägar)

Risken för vattenplaning påverkas av däckets mönster, mönsterdjup samt en rad vägfaktorer, såsom snedlutning och textur (vägar).
Tunga fordons rullmotstånd påverkas dessutom av vägytans deflektion (svikt) och därmed av brister i vägens bärighet.

## Masspecifika aspekter

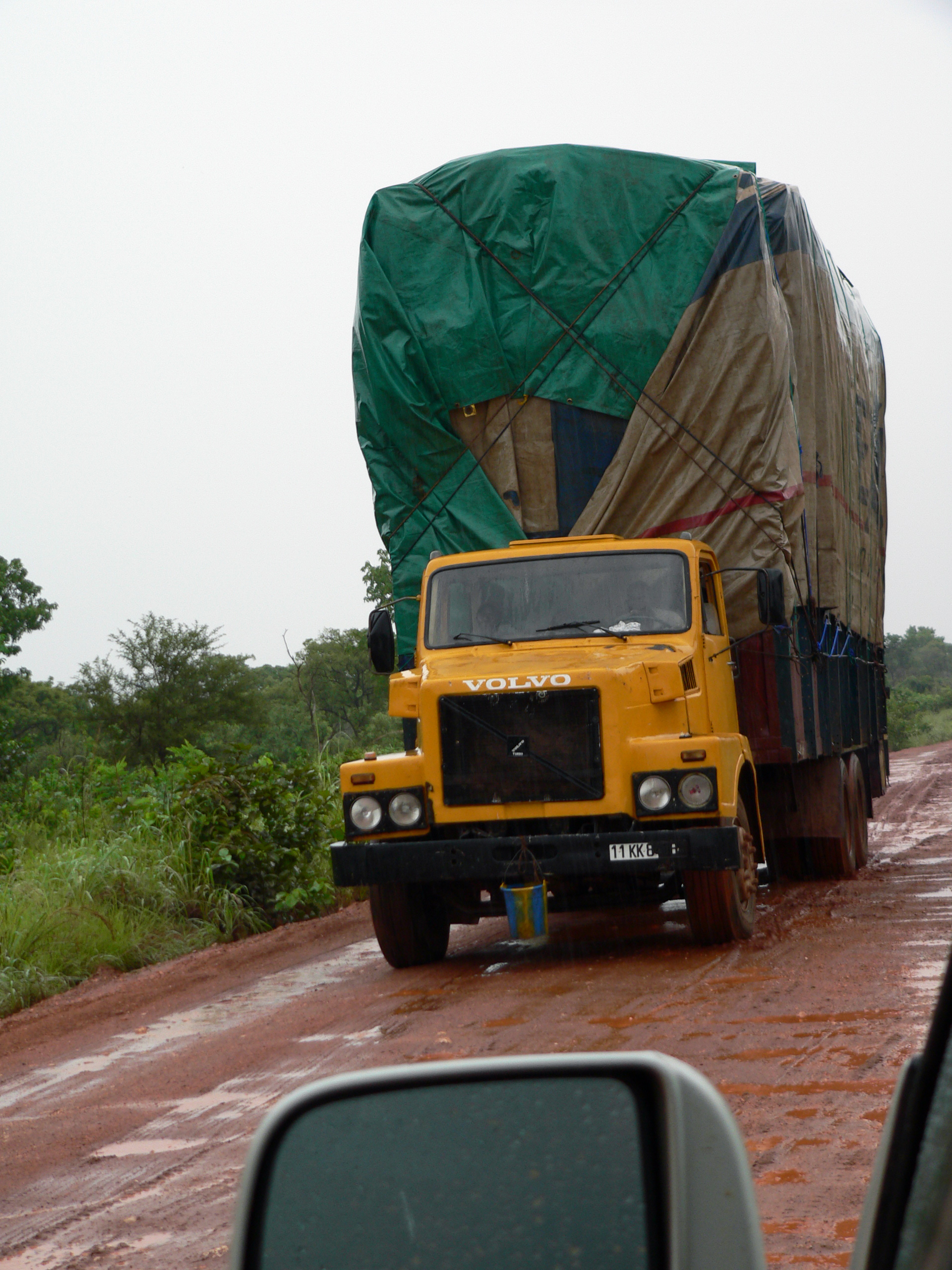
Högt lass ger hög tyngdpunkt

Vissa egenskaper handlar om massa och dess fördelning, så som framgår av ordspråket "Liten tuva stjälper ofta stort lass". Exempel på sådana egenskaper är:
- Masscentrum
- Tröghetsmoment
- Krängningscentrum
- Fjädrad massa
- Ofjädrad massa
- Viktfördelning

## Rörelseaspekter

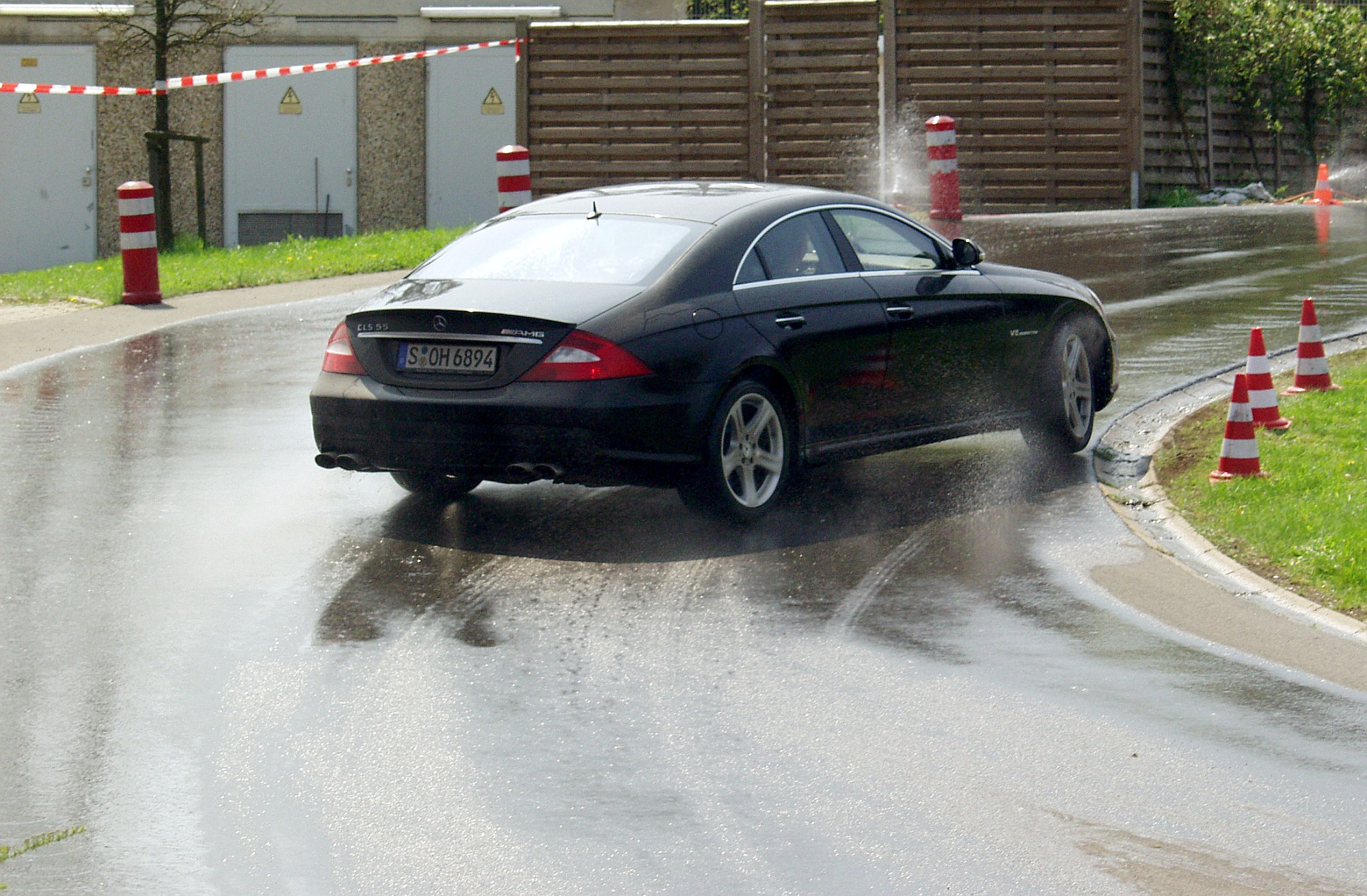
En Mercedes-Benz CLS AMG 55 som överstyr på våt vägyta.

Vissa rörelseaspekter är rent dynamiska. Dessa inkluderar:
- Karosseriflex
- Guppstyrning (se Fjädringssystem)
- Kritisk hastighet
- Lastöverföring (se Fjädringssystem)
- Buller
- Vibration
- Komfort
- Överstyrning
- Understyrning

Överstyrning kan förebyggas med hjälp av "antisladdsystem" (Elektronisk stabilitetskontroll).

## Däckegenskaper

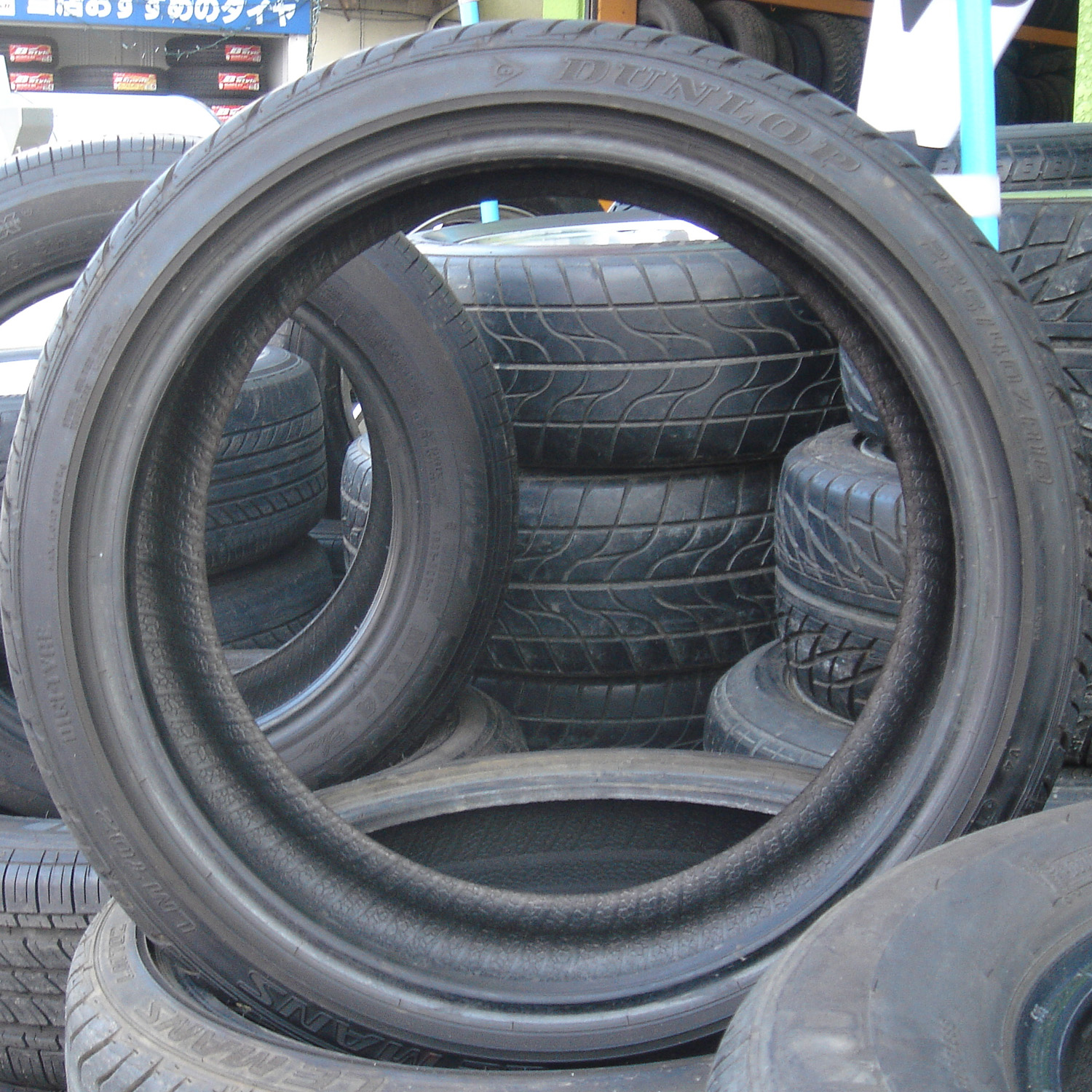
Bildäck

Vissa aspekter av fordonsdynamik kan direkt hänföras till däcken. Dessa inkluderar bland annat:
- Kontaktyta/"Fotavtryck"
- Sidofriktion vid kurvtagning
- Marktryck
- Rullmotstånd
- Slipvinkel
- Styrutväxling

Friktion och rullmotstånd beror även av vägytans egenskaper. Rullmotståndet är direkt proportionellt mot däckets deformation respektive underlagets deformation, samt omvänt proportionellt mot däckets radie. Även faktorer som påverkar däckets deformation, påverkar via deformationen även rullmotståndet. Detta gäller exempelvis fordonets massa, hastighet samt kurvtagning. Smala däck har lägre rullmotstånd än breda däck.

## Körteknik

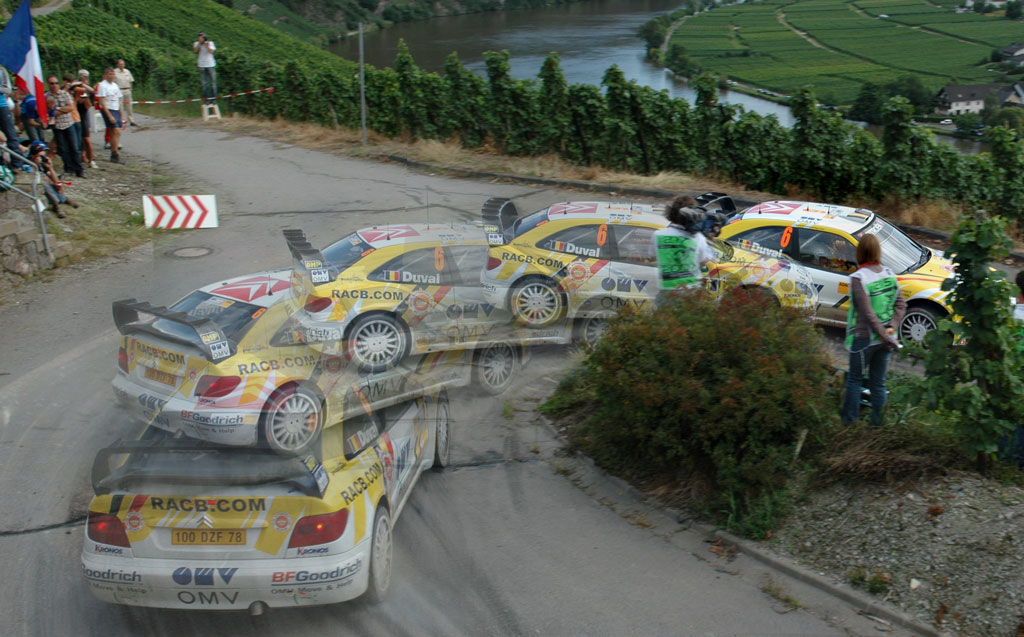
François Duval sladdar med sin Citroën Xsara WRC i tyska rallyt 2007

Körteknik som påverkar fordonets stabilitet inkluderar:
- Tröskelvärde bromsning
- Dubbeltramp vid frikoppling
- Sladdning (drifting, motorsport)
- Handbromssladd
- Häl-och-tå
- Vänsterfotsbromsning
- Motstyrning (för tvåhjuliga fordon)

I svensk körkortsutbildning ingår halkkörning som ett utbildningsmoment.

## Analys och simulering

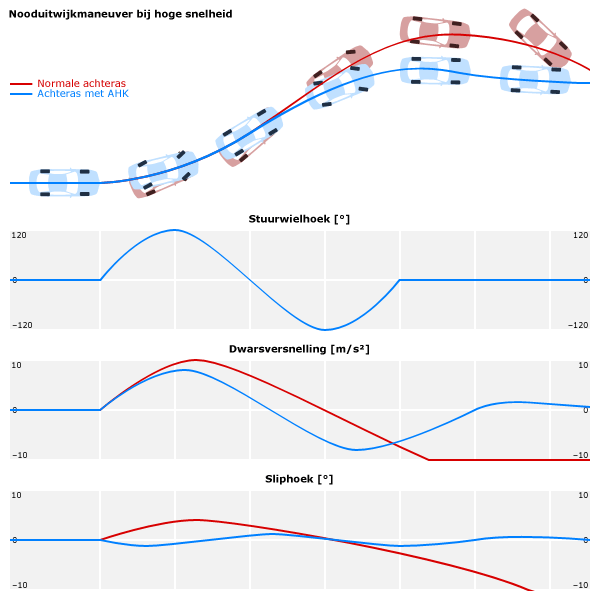
BMW E31: Analys av snabbt körfältsbyte med och utan AHK bakaxel

Fordonets dynamiska beteende kan analyseras på flera olika sätt. Modellen kan vara en enkel kvartsfordonsmodell, med en enkel fjädrad massa (karosserihörn av 4-hjulig bil), via ett fjäder- och dämparsystem samt en ofjädrad massa (hjulet) med viss styvhet, som kan lösas för hand av en angelägen matematiker eller simuleras på en dator. Vanliga programvaror är MatLab, Modelica, MSC ADAMS och en rad andra. Många av dessa använder mellan tjugo och flera hundra frihetsgrader (Degree Of Freedom, DOF), med ständigt ökande övre gräns/antal. Däcket är oftast en av de största svårigheterna att simulera på ett relevant sätt. Däcket är normalt modellerat utifrån Pacejkas magiska formel eller ett liknande koncept.
Racingspel är också en form av fordonsdynamisk simulering, även om många förenklingar är nödvändiga för att få realtidsprestanda med rimlig grafik. Det är viktigt att modellerna stämmer överens med resultat från verkliga test. Därför sker många provningar som har korrelerats mot resultat från instrumenterade provfordon.
Exempel på tester är:
- Metkrok
- Frekvensomfång
- Körfältsbyte
- Älgtest
- Sinusformad styrning